# Old Malton
Old Malton är en ort i civil parish Malton, i kommunen North Yorkshire, i grevskapet North Yorkshire, i England. Old Malton var en civil parish fram till 1896 när blev den en del av Malton. Civil parish hade 1 844 invånare år 1891. Byn nämndes i Domedagsboken (Domesday Book) år 1086, och kallades då Maltun/Maltune.